# Маркошек, Эрвин
Эрвин Маркошек (словен. Ervin Markošek, предполагаемая дата рождения — 1960 год) — словенский музыкант и художник, играет в индастриал-группе Laibach.

## Биография
Учился в Университете Трбовле, где познакомился с Миланом Фрасом, Деяном Кнезом и Иваном Новаком. Вместе они создали подпольный пост-панк- и индастриал-коллектив Laibach. Маркошек участвовал в конкурсе агитационных плакатов и для пробы взял немецкий плакат времён Второй мировой с немецким солдатом, державшим по одной версии нацистский флаг, а по другой факел. Так или иначе, Маркошек заменил этот предмет на югославский флаг, и проект неожиданно победил.
После первых же концертов группе запретили появляться в Югославии, однако она давала подпольные концерты. Маркошек участвовал в дизайне альбомов и на одном из них изобразил себя. Также он занимался дизайном одежды.
В 1989 году объявил об уходе из группы по семейным обстоятельствам, однако принял участие в записи альбома Kapital.
На обложке Let It Be - альбома Laibach 1988 года - изображен внизу слева.